# Camponotus candiotes
Camponotus candiotes är en myrart som beskrevs av Carlo Emery 1894. Camponotus candiotes ingår i släktet hästmyror, och familjen myror. Inga underarter finns listade.